# Размыслович, Иван Романович
Иван Романович Размысло́вич  (бел. Іван Раманавіч Размысловіч; 2 [15] мая 1915, Осово, Минская губерния — 16 января 2006, Минск) — белорусский учёный в области сельскохозяйственного машиностроения, один из начинателей агроинженерной науки в Белоруссии. Лауреат Сталинской премии третьей степени (1951). Кандидат технических наук, профессор. Член ВКП(б) с 1945 года.

## Биография
Родился 2 (15 мая) 1915 года в посёлке Осово (ныне Пуховичский район, Минская область) в белорусской рабоче-крестьянской семье. Его отец Роман Иванович Размыслович (1883—1944), рабочий на станции Осиповичи, безосновательно репрессирован в 1937 году. В начале Великой Отечественной войны был реабилитирован и отпущен из лагерей, но вернуться на оккупированную родину не смог, умер в Мичуринске. Мать Ольга Михайловна Гадлевская (1878—1956), уроженка соседней деревни Блужа, происходила из семьи служащих.
И. Размыслович закончил Блужскую начальную и Пуховичскую семилетнюю школы, Белорусский политехнический институт (1939). После получения диплома начал работать инженером в одной из проектных организаций Минска, где занимался разработкой машин для добычи торфа.

### Военная служба
Весной 1941 года был призван на военные сборы, оказался в районе Белостока, затем вернулся домой.
В первые дни немецких бомбежек Минска сгорел дом в районе Червенского рынка, где Размыслович снимал квартиру. На четвёртый день войны добровольцем ушел на фронт и в тот же день под Минском принял участие в ликвидации немецкого десанта.
Техник-лейтенанат, служил в роте техобеспечения, отвечал за первую помощь пострадавшей военной технике. Участвовал в боях под Москвой, на Калининском, Западном, Центральном, 2-м и 3-м Украинском фронтах. В составе 7-го механизированного корпуса участвовал в ряде крупных наступательных операций, при освобождении Кировограда, Каушан, Шумена, Дебрецена, Будапешта, Брно и др.
Участвовал в Советско-Японской войне в Монголии. Закончил военную службу в Китае.

### Научная деятельность
После демобилизации вернулся в Минск. В 1948 году поступил в аспирантуру ННИИ механизации сельского хозяйства. В 1952 году успешно защитил кандидатскую диссертацию и был назначен заведующим лабораторией механизации почвообработки и посева. Под его руководством в НИИ создан ряд почвообрабатывающих и посевных машин.
По совместительству работал преподавателем кафедры сельскохозяйственных машин в Белорусском политехническом институте, которая была переведена в состав создававшегося БИМСХ. Участвовал в разработке курса «Теория и расчет сельскохозяйственных машин».
В 1956 — 1978 годах — зав. кафедрой сельскохозяйственных машин БИМСХ.
В период кукурузной кампании в СССР Размыслович вел тематические семинары на базе БИМСХ для партийных деятелей, слушателями которых были руководители БССР Петр Машеров и Кирилл Мазуров.
Под его руководством разработаны катрофелеуборочные комбайны ККМ-4, КСК-4-1, КПК-2, КПК-3, картофелекопатель КВН-2, которые были выпущены промышленными сериями, картофелеуборочной машины для Ливана.
В 1956 — 1966 годах — проректор по научной работе БИМСХ.
В 1964 — 1967 годах был представителем БССР в группе механизации сельского хозяйства при отделении ООН в Женеве, принимал активное участие в заседаниях рабочей группы, подготовке и дискуссиях по развитию сельскохозяйственной техники.
Соавтор 7 книг, 47 изобретений. Подготовил 27 кандидатов наук.

## Награды и премии
- Сталинская премия третьей степени (1951) — за разработку и внедрение в производство комплекса с/х машин и орудий для механизации трудоёмких работ по возделыванию кок-сагыза на торфяных почвах
- орден Красной Звезды (2.11.1944)
- орден Отечественной войны II степени (6.4.1985)
- два ордена «Знак Почёта»
- медаль «За боевые заслуги» (31.7.1943)
- медали[4].

«Практикум по сельскохозяйственным машинам», изданный под редакцией И.Размысловича в 1998 г., удостоен Почетной грамоты Министерства сельского хозяйства и продовольствия Республики Беларусь.

## Избранные труды
- Размыслович И. Р. Руководство по кок-сагызной сеялке «СКБ-3» / АН БССР, Ин-т механизации сельского хозяйства. — Минск, 1949.
- Размыслович И. Р. Исследование и обоснование рабочих органов для посева семян кок-сагыза на торфяных почвах: автореф. дис. … канд. техн. наук / АН БССР, Ин-т механизации и электрификации сельского хозяйства. — Минск, 1952.
- Научные труды по механизации сельского хозяйства / Под ред. И. Р. Размысловича, С. А. Марченко. — Минск: Урожай, 1968.
- Дьяченко В. А., Размыслович И. Р., Босько В. А., Дьяченко А. М. Сельскохозяйственные машины для современных тракторов. — Минск: Ураджай, 1976.
- Скотников В. А., Кондратьев В. Н., Размыслович И. Р., Оседач Г. В. Машины для внесения минеральных удобрений: Учеб. пособие для ф-та повышения квалификации руководящих кадров и сельскохозяйственных специалистов. — Минск: Ураджай, 1981.
- Практикум по сельскохозяйственным машинам: Учеб. пособие для студентов высших с.-х. учебных заведений / Под ред. И. Р. Размысловича. — Минск: Урожай, 1997.